# Paradiso - Canto ventisettesimo

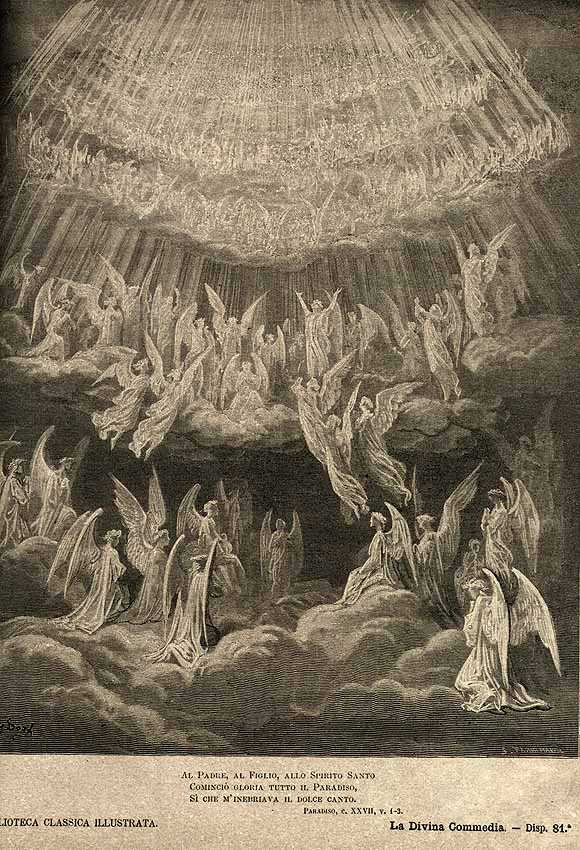
Il Paradiso visto da Gustave Doré

Il canto ventisettesimo del Paradiso di Dante Alighieri si svolge nel cielo delle Stelle Fisse e poi nel Primo mobile, ove risiedono rispettivamente le anime trionfanti e le gerarchie angeliche; siamo alla sera del 14 aprile 1300, o secondo altri commentatori del 31 marzo 1300.

## Incipit
(Anonimo commentatore dantesco del XIV secolo)

## Temi e contenuti

### Inno dei santi a Dio - versi 1-9
Il canto si apre con un inno di lode a Dio, "Gloria al Padre, al Figlio e allo Spirito Santo", cui partecipano tutte le anime in coro e che suscita in Dante una lode della vita felice del Paradiso.

### Invettiva di san Pietro contro i papi corrotti - vv. 10-66
Ma presto il tono cambia: delle quattro «face» che si trovano davanti al poeta (San Pietro, San Giacomo, san Giovanni e Adamo), la prima inizia a farsi più fulgida, cambiando colore dal candore del cielo di Giove al rossore del cielo di Marte, e, al tacere delle altre anime, prorompe in un'aspra invettiva contro la Curia moderna:

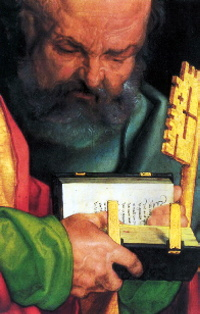
Albrecht Dürer, Pietro (particolare). Monaco di Baviera, Alte Pinakothek

"Non ti meravigliare se io cambio colore, ché, non appena avrò iniziato a parlare, vedrai trascolorare allo stesso modo anche gli altri spiriti. Colui che sulla terra usurpa la mia sede (al momento del viaggio, Bonifacio VIII, non degno di essere nominato ma del quale è chiara l'allusione), vuota al cospetto di Cristo (perché l'attuale papa non la riempie degnamente), ha fatto del luogo ove subii il martirio, Roma, una cloaca di sangue e puzza (guerra e corruzione), tale da far gioire l'angelo pervertito nel più profondo dell'Inferno (Lucifero). La sposa di Cristo (la Chiesa) non nacque dal mio sangue, da quello di san Lino e sant'Anacleto, dal doloroso martirio di Sisto, Pio, Callisto e Urbano perché i papi si arricchissero, ma per guadagnarsi la vita eterna; non era nostra intenzione favorire alcuni, avversare altri, né che le mie chiavi fossero usate come bandiera in guerra contro altri cristiani (probabile riferimento alle lotte tra guelfi e ghibellini), né che la mia stessa immagine fosse usata quale sigillo per vendere privilegi (cioè per commettere simonia). Su tutta la terra si vedono solo lupi travestiti da pastori: o difesa di Dio, perché non li punisci tutti? Già si preparano a bere il nostro sangue «caorsini (Giovanni XXII, originario di Cahors) e guaschi (Clemente V, guascone)»: ma l'alta Provvidenza che salvò Roma per mezzo di Scipione presto interverrà; e tu, figliolo (si rivolge a Dante), quando tornerai nel mondo, non tacere quello che io non taccio".

### Salita di Dante al Primo Mobile - vv. 67-120
Detto questo, i beati, come neve che fiocchi verso l'alto, ascendono al Primo mobile, mentre Dante su invito di Beatrice rivolge lo sguardo verso il basso, verso la terra, e si accorge che il cielo si è mosso di un mezzo arco (90 gradi), cioè sono trascorse 6 ore: così Dante vede da un lato Cadice e l'Atlantico percorso da Ulisse nel suo «folle volo», dall'altro la costa fenicia ove Giove rapì Europa, e avrebbe visto anche di più se il sole, avanzato nel frattempo per più di un segno zodiacale (30 gradi), non lasciasse in ombra il resto «di questa aiuola». 
Ma Dante è troppo innamorato per sopportare di non guardare continuamente Beatrice, e così torna ad osservarla, così splendente nel suo sorriso che tutte insieme parrebbero cosa da niente, al confronto, le bellezze della natura e dell'arte: e il potere del suo sguardo lo separò dal «nido di Leda» (cioè dalla costellazione dei Gemelli, Castore e Polluce figli di Leda e del cigno) e lo fece ascendere al cielo più veloce.
Le parti del Primo Mobile sono tutte uniformi nella loro luminosità, sicché Dante non riesce a capire dove lo abbia portato Beatrice, ma ella, vedendo il suo desiderio, gli risponde: "La struttura dell'universo, che fa stare ferma la Terra al centro e si muove tutto attorno, qui comincia e qui tende a tornare; e questo cielo risiede nella mente divina, dalla quale nascono l'amore che lo fa volgere e il potere di far volgere anche i cieli sottostanti: la Luce e l'Amore lo comprendono, così come esso comprende in sé gli altri cerchi, e di quale natura esso sia lo può sapere solo Colui che lo cinge (Dio). Il suo moto non è misurato, ma è il moto degli altri cieli che viene misurato da questo, come il 10 è misurato dal suo mezzo (5) e dal suo quinto (2): e qui stanno le radici del tempo, che tiene le sue fronde negli altri cieli." 

### Lamento e profezia di Beatrice - vv. 121-148
Terminato questo passo dottrinale, Beatrice inizia subito con la seconda grande invettiva del canto:
"O cupidigia che fai sprofondare i mortali, tanto che nessuno è capace di alzare gli occhi al di sopra delle proprie brame! Il desiderio di Bene fiorisce sì negli uomini, ma la pioggia continua della cupidigia trasforma i frutti buoni in «bozzacchioni», ossia in bacche immangiabili: così solo nei bambini si trovano fede ed innocenza, che però fuggono prima ancora che inizi a crescer loro la barba. L'uno, ancora infante, è sobrio, e poi si ingozza di cibo senza nemmeno rispettare i periodi di digiuno e astinenza; l'altro da piccolo ama ed ascolta la madre, che poi più tardi desidera vedere sepolta. Così si fa nera la pelle bianca della bella figlia di colui che viene la mattina e parte di sera (passo oscurissimo che ha provocato molte e discordanti interpretazioni: chi intende la figlia del sole come Circe, simbolo dei beni mondani, chi come Aurora, semplice icona di bellezza la cui pelle da bianca diventa nera a rappresentare come l'umanità si corrompa tanto da degenerare in uno stato bestiale, dalla pelle scura appunto). Ma ciò non deve meravigliare, se si pensa che non vi è nessuno che in terra governi in modo adeguato gli uomini: presto però l'influsso dei cieli farà invertire la rotta, cosicché la flotta dell'umanità correrà in modo diritto, e dal fiore nascerà un vero frutto".

## Analisi del canto
Il canto si apre, come abbiamo detto, con un inno di gloria che determina un cambiamento di tono e contenuto rispetto ai tre canti precedenti (XXIV, XXV e XXVI), dal carattere più marcatamente dottrinale: si nota una pausa che ben presto svanisce nel tono drammatico delle due invettive. Esse sono unite da numerosi aspetti, come l'imponente ornato retorico (ricchezza di figure retoriche, frequenti latinismi), i richiami alla Bibbia, e soprattutto la struttura, chiuse entrambe da una profezia, topos ricorrente in tutta la Divina Commedia ma che qui assume carattere più sfumato: sono infatti profezie indirette, dal momento che ovviamente Dante non può conoscere il futuro, ma rivestono principalmente la funzione di dare una prospettiva positiva, non rimandata all'aldilà ma posta nell'aldiquà: propongono entrambe un miglior governo — il primo spirituale, del Papato, il secondo terreno, dell'Impero — da realizzarsi sulla terra, perché gli uomini devono combattere attivamente durante la vita e non occuparsi esclusivamente di ciò che avverrà dopo la morte. Notevole nelle parole di san Pietro la triplice anafora «il luogo mio», che legittima le parole di protesta del primo pontefice, nonché la metafora dei «lupi rapaci» che richiama, capovolgendola, la celebre immagine biblica del buon pastore, ripresa dal Vangelo di Matteo: al termine di questa protesta, poi, Dante si fa dare dal santo una solenne investitura che conferma e avvalora quella già ricevuta da Cacciaguida al canto XVII, e che sembra richiamata per antitesi dalla menzione di Ulisse e del suo «varco / folle», che aveva oltrepassato i limiti divini posti dalle Colonne d'Ercole, richiamo che potrebbe riecheggiare anche nel v. 146, nella nave che inverte la prua con la poppa, ma questa volta non in modo catastrofico, bensì per dirigere la propria rotta verso un fine migliore (per questo tema, vedi Inferno - Canto ventiseiesimo). Questa seconda profezia, poi, che chiude il discorso di Beatrice, non preannuncia più un intervento dall'alto (della divina Provvidenza), ma sembra rivolgersi direttamente al genere umano con una parenesi (esortazione al lettore).